# 巩立姣

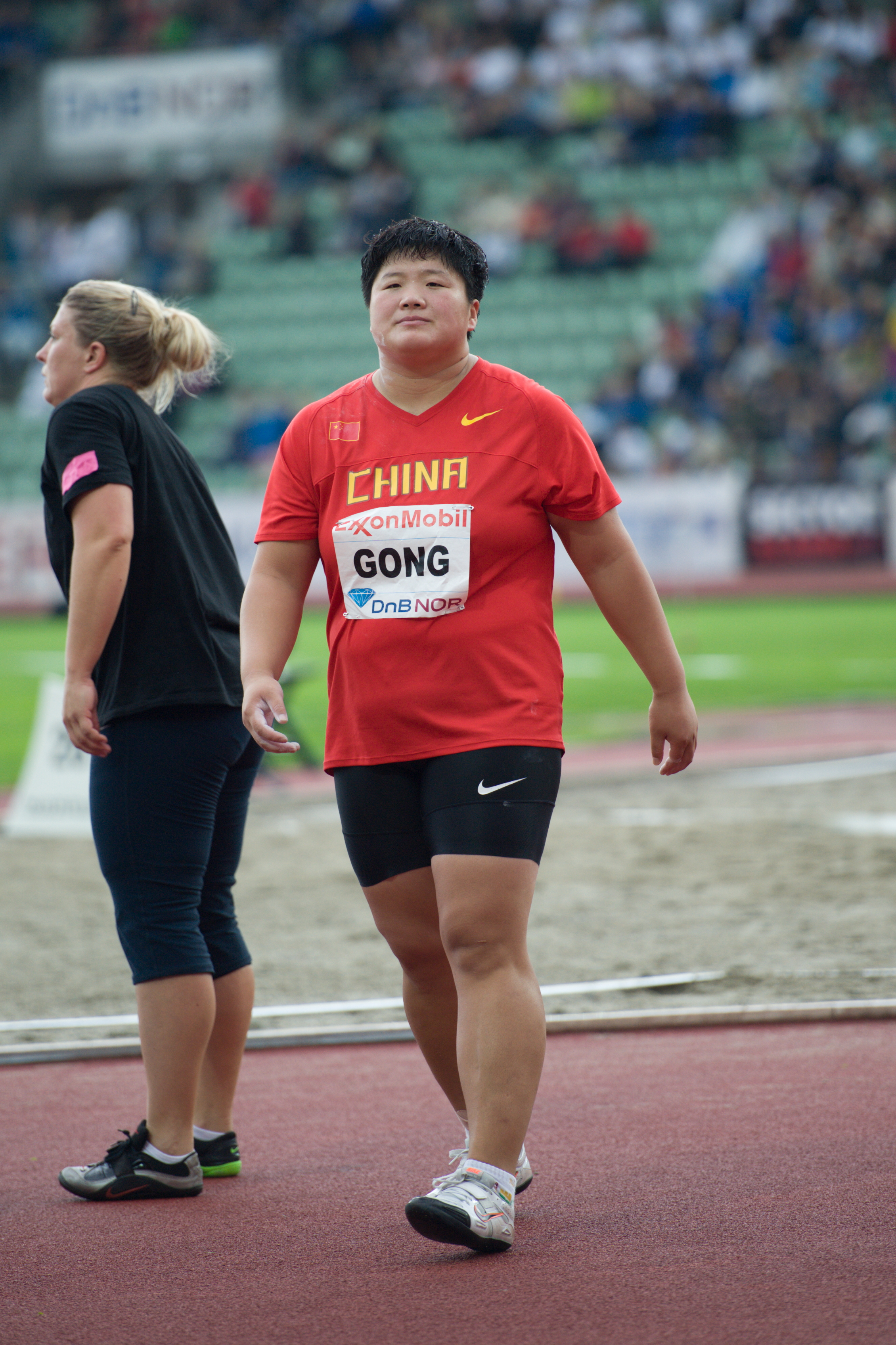
2011年，Bislett Games，鉛球決賽

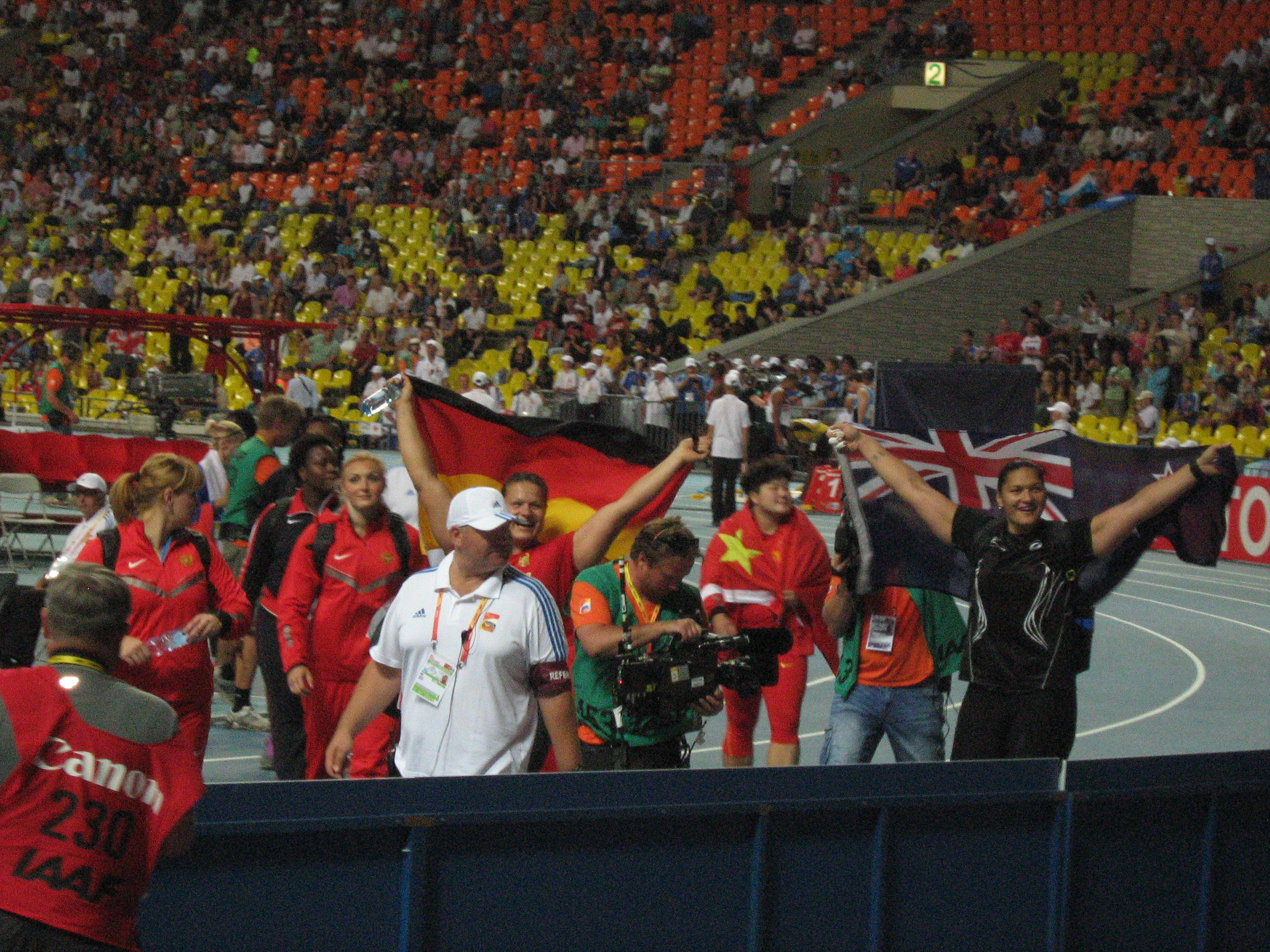
2013年世界田徑錦標賽鉛球決賽後

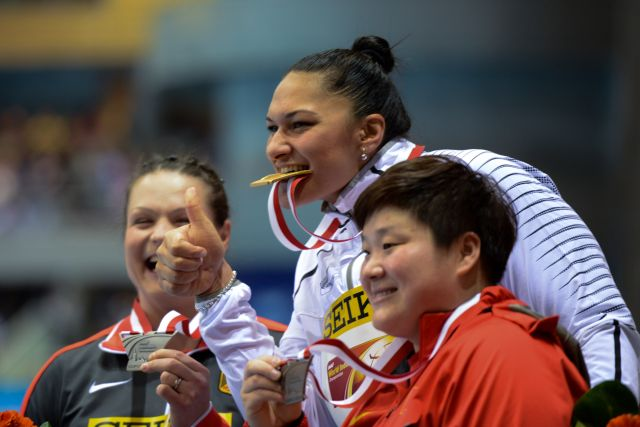
2014年世界室內田徑錦標賽鉛球頒獎，Christina Schwanitz（第一名）、Valerie Adams（第二名）、巩立姣（第三名）

巩立姣（1989年1月24日—）是中国女子铅球运动员，出生于河北省鹿泉市。2008年奥运会获得了第三名。2009年世界田径锦标赛以19.89米的个人最好成绩获得铜牌。
巩立姣在2012年夏季奧林匹克運動會田徑女子鉛球比賽中获得第四名，8月13日，因冠军白俄罗斯运动员奥斯塔普丘克药检阳性金牌被剥夺，巩立姣递补获铜牌。2016年里约奥运会以19米39居第四。2016年8月20日，国际奥委会宣布2012年伦敦奥运会铅球项目银牌得主、俄罗斯女子选手克洛德科在新一轮重检后，样本结果呈阳性，其在该项目上获得的银牌被剥夺。巩立姣递补获银牌。
2017年8月，她以19.94米的成绩获得2017年世界田径锦标赛女子铅球金牌。
2018年8月26日，她以19米66奪得2018年亞洲運動會女子鉛球金牌。
2019年12月26日，因为原奖牌得主纳塔利娅·米赫涅维奇和纳泽娅·奥斯塔普丘克药检不合格被剥夺奖牌，她通过递补获得了2008年北京奥运会女子铅球比赛的銅牌。
2021年8月1日，在2020年夏季奥林匹克运动会女子铅球比赛中，以20米58的个人最好成绩获得金牌，也夺得中国奥运田赛项目历史上的首枚金牌。她也是首位获得该项目奥运金牌的亚洲运动员。
2022年5月3日被授予中国青年五四奖章。

## 國際大型運動賽會
| 年   | 賽事                 | 舉辦城市               | 名次  | 項目          | 記錄                            |
| ---- | -------------------- | ---------------------- | ----- | ------------- | ------------------------------- |
| 2007 | 世界田徑錦標賽       | 日本大阪府大阪市       | 第6名 | 鉛球（4公斤） | 18.66公尺                       |
| 2008 | 亞洲室內田徑錦標賽   | 杜哈                   | 金牌  | 鉛球（4公斤） | 18.12公尺                       |
| 2008 | 夏季奧林匹克運動會   | 中国北京市             | 銅牌  | 鉛球（4公斤） | 19.20公尺                       |
| 2009 | 亞洲田徑大獎賽       | 中国江蘇省蘇州市       | 金牌  | 鉛球（4公斤） | 19.50公尺（亞洲田徑大獎賽紀錄） |
| 2009 | 亞洲田徑大獎賽       | 中国江蘇省昆山市       | 金牌  | 鉛球（4公斤） | 19.25公尺                       |
| 2009 | 亞洲田徑大獎賽       | 中國香港               | 金牌  | 鉛球（4公斤） | 18.87公尺                       |
| 2009 | 世界田徑錦標賽       | 德国柏林               | 銅牌  | 鉛球（4公斤） | 19.89公尺                       |
| 2009 | 亞洲田徑錦標賽       | 中国廣東省廣州市       | 金牌  | 鉛球（4公斤） | 19.04公尺                       |
| 2010 | 世界室內田徑錦標賽   | 杜哈                   | 第6名 | 鉛球（4公斤） | 18.64公尺                       |
| 2010 | IAAF Continental Cup | 斯普立                 | 銀牌  | 鉛球（4公斤） | 20.13公尺                       |
| 2010 | 亞洲運動會           | 中国廣東省廣州市       | 銀牌  | 鉛球（4公斤） | 19.67公尺                       |
| 2011 | 世界田徑錦標賽       | 大邱廣域市             | 銅牌  | 鉛球（4公斤） | 19.97公尺                       |
| 2012 | 夏季奧林匹克運動會   | 英国 英格兰倫敦        | 銀牌  | 鉛球（4公斤） | 20.22公尺                       |
| 2013 | 世界田徑錦標賽       | 俄羅斯莫斯科           | 銅牌  | 鉛球（4公斤） | 19.95公尺                       |
| 2014 | 世界室內田徑錦標賽   | 波蘭索波特             | 銅牌  | 鉛球（4公斤） | 19.24公尺                       |
| 2014 | IAAF Continental Cup | 摩洛哥馬拉喀什         | 銅牌  | 鉛球（4公斤） | 19.23公尺                       |
| 2014 | 亞洲運動會           | 仁川廣域市             | 金牌  | 鉛球（4公斤） | 19.06公尺                       |
| 2015 | 世界田徑錦標賽       | 中国北京市             | 銀牌  | 鉛球（4公斤） | 20.30公尺                       |
| 2016 | 夏季奧林匹克運動會   | 巴西里約熱內盧         | 第4名 | 鉛球（4公斤） | 19.39公尺                       |
| 2017 | 世界田徑錦標賽       | 英国 英格兰倫敦        | 金牌  | 鉛球（4公斤） | 19.94公尺                       |
| 2018 | 世界室內田徑錦標賽   | 英国 英格兰伯明罕      | 銅牌  | 鉛球（4公斤） | 19.08公尺                       |
| 2018 | Athletics World Cup  | 英国 英格兰倫敦        | 金牌  | 鉛球（4公斤） | 19.90公尺（田徑世界盃紀錄）     |
| 2018 | 亞洲運動會           | 印度尼西亞雅加達       | 金牌  | 鉛球（4公斤） | 19.66公尺                       |
| 2018 | IAAF Continental Cup | 捷克奧斯特拉瓦         | 金牌  | 鉛球（4公斤） | 19.63公尺                       |
| 2019 | 亞洲田徑錦標賽       | 杜哈                   | 金牌  | 鉛球（4公斤） | 19.18公尺                       |
| 2019 | 世界田徑錦標賽       | 杜哈                   | 金牌  | 鉛球（4公斤） | 19.55公尺                       |
| 2021 | 夏季奧林匹克運動會   | 日本東京都             | 金牌  | 鉛球（4公斤） | 20.58公尺                       |
| 2022 | 世界田徑錦標賽       | 美国俄勒岡州雷恩郡尤金 | 銀牌  | 鉛球（4公斤） | 20.39公尺                       |
| 2022 | 世界田徑錦標賽       | 匈牙利布達佩斯         | 銅牌  | 鉛球（4公斤） | 19.69公尺                       |
| 2023 | 亞洲運動會           | 中国浙江省杭州市       | 金牌  | 鉛球（4公斤） | 19.58公尺                       |

## 統計
| 成績             | 日期           | 地點                     | 地面條件（溼度，溫度，天氣狀況） |
| ---------------- | -------------- | ------------------------ | -------------------------------- |
| 20.58公尺        | 2021年8月1日   | 日本東京都新宿区霞ヶ丘町 | 66%、32℃，Few clouds             |
| 20.53公尺        | 2021年8月1日   | 日本東京都新宿区霞ヶ丘町 | 66%、32℃，Few clouds             |
| 20.43公尺        | 2016年5月21日  | 德国哈勒                 |                                  |
| 20.39公尺        | 2021年6月27日  | 中国重慶市九龍坡區       |                                  |
| 20.39公尺        | 2022年7月16日  | 美国俄勒岡州雷恩郡尤金   | 66%，23℃                         |
| 20.35公尺        | 2009年10月21日 | 中国山東省濟南市歷下區   |                                  |
| 20.34公尺        | 2015年7月19日  | 德国哥他                 |                                  |
| 20.31公尺        | 2018年7月19日  | 摩納哥丰维耶             | 78%，26℃，Partly cloudy          |
| 20.31公尺        | 2019年8月29日  | 瑞士蘇黎世               | 67%，24℃，Sunny                  |
| 20.31公尺        | 2021年6月13日  | 中国浙江省紹興市上虞區   |                                  |
| 平均約20.394公尺 |                |                          |                                  |

## 外部連結
- 巩立姣在国际奥林匹克委员会的资料
- 巩立姣在的頁面
- 巩立姣的新浪微博